# 林振東
林振東（？年—），化學系教授，現任東海大學副校長，曾任校長職務代理人。

## 經歷
東海大學化學系畢業，美國華盛頓大學化學碩士及博士畢業。研究領域為有機合成化學，以具有不對稱面之共軛雙烯與親雙烯化合物進行面向選擇性之 [4+2] 環加成反應，而得到一系列具有面對面平行乙烯橋為骨架多環烴化合物。利用光譜儀器探討分子內並列平行雙鍵間之跨環化學反應及高共軛效應。
林振東曾擔任東海大學化學系主任、所長、圖書館館長、教務長、副校長等數個職務。2015年2月，因湯銘哲校長僭越董事會職權，未經董事會同意，擅自發文成功大學借調及簽約，且任內諸多爭議作為，董事會認定湯銘哲已不適任校長，在2015年2月1日於東海大學第一會議室宣佈解聘湯銘哲校長一職，由時任化學系主任林振東教授接任東海大學代理校長，自該年2月1日起代理東海大學校長職務至新校長產生為止。
2月3日，教育部發公文至東海，否決了林振東為代理校長之決議，林振東目前仍非代理校長，董事會也仍未作出決定。6月10日。湯銘哲正式被台中地方法院執行假處分停止職權，董事會決議由林振東擔任代理校長，然董事會報教育部，教育部回覆：林振東為校長職務代理人。

## 外部連結
- 東海大學化學系林振東教授簡介網頁

| 教育職務      | 教育職務                                                 | 教育職務      |
| ------------- | -------------------------------------------------------- | ------------- |
| 東海大學      |                                                          |               |
| 前任： 湯銘哲 | 東海大學校長 校長職務代理人 2015年6月10日－2016年1月31日 | 繼任： 王茂駿 |